# Renal Ramilewitsch Ganejew
Renal Ramilewitsch Ganejew (russisch Реналь Рамилевич Ганеев; * 13. Januar 1985 in Ufa, Russische SFSR) ist ein ehemaliger russischer Florettfechter.

## Erfolge
Renal Ganejew wurde 2004 in Kopenhagen mit der Mannschaft Europameister und gewann mit ihr darüber hinaus vier weitere Male Silber und zweimal Bronze. Im Einzel wurde er 2004 zudem Vizeeuropameister, 2010 sicherte er sich in Leipzig Bronze. Bei Weltmeisterschaften erfocht er zunächst 2009 in Antalya im Mannschaftswettbewerb Bronze, ehe er 2015 in Moskau mit der Mannschaft Vizeweltmeister wurde. Zweimal nahm Ganejew an Olympischen Spielen teil: 2004 in Athen unterlag er im Mannschaftswettbewerb nach einem Sieg gegen Griechenland in der ersten Runde gegen Italien im Halbfinale. Im Gefecht um Bronze setzte er sich gemeinsam mit Juri Moltschan, Ruslan Nassibullin und Wjatscheslaw Posdnjakow gegen die Vereinigten Staaten knapp mit 45:44 durch. In der Einzelkonkurrenz belegte er den vierten Rang, nachdem er im Viertelfinale den Italiener Simone Vanni mit 15:14 besiegt hatte, anschließend aber dessen beiden Landsmännern Salvatore Sanzo im Halbfinale und Andrea Cassarà im Gefecht um den dritten Platz unterlag. Bei den Olympischen Spielen 2012 in London wurde er mit der Mannschaft Fünfter. Die Einzelkonkurrenz schloss er auf dem 19. Platz ab.